# Han Fastolfe
Han Fastolfe è un personaggio immaginario del ciclo dei Robot scritto da Isaac Asimov. Appare per la prima volta nel romanzo Abissi d'acciaio; compare anche in I robot dell'alba e in I robot e l'Impero, sebbene in quest'ultimo solamente nel ricordo di R. Daneel Olivaw.
Fastolfe è uno Spaziale, abitante di Aurora, il suo pianeta natale. È uno scienziato, in particolare un robotista (creatore di robot), ed un uomo politico influente.
È stato il primo ad essere riuscito a creare, insieme a Roj Nemennuh Sarton, un robot umanoide, R. Daneel Olivaw, col proposito di osservare, attraverso il robot, la società umana sulla Terra, dove gli Spaziali non potevano recarsi a causa della loro poca resistenza alle malattie. In seguito ha creato R. Jander Panell, un altro robot umanoide, disattivato poco dopo la sua creazione. È anche il costruttore di R. Giskard Reventlov, sebbene questo sia un modello di robot più primitivo degli altri due.
Fastolfe è stato anche il maggior sostenitore della costruzione di Spacetown, una base permanente degli Spaziali sulla Terra alla periferia della Città di New York; Spacetown è stata in seguito abbandonata a seguito dell'omicidio del dottor Sarton. Alcuni anni dopo accoglie in una casa nella sua proprietà Gladia Delmarre, dopo che questa lasciò Solaria. È stato amico personale di Elijah Baley da quando l'ha incontrato per la prima volta a Spacetown.
Nella politica auroriana, Fastolfe ha sostenuto una linea marcatamente più filo-terrestre del suo accanito avversario Kelden Amadiro; a differenza di questi, infatti, pensava che la colonizzazione spaziale potesse essere compiuta contemporaneamente dai terrestri e dagli auroriani. Fastolfe sconfiggerà Amadiro nel corso del romanzo I robot dell'alba, principalmente grazie all'aiuto di Baley, da lui fatto venire appositamente dalla Terra per investigare sulla disattivazione di Jander Panell.
Nel corso di questa visita di Baley ad Aurora, Fastolfe racconterà a Baley la storia di Susan Calvin e del robot telepatico, storia che corrisponde al racconto dello stesso Asimov Bugiardo!.
Fastolfe ha avuto alcuni matrimoni e due figlie. In particolare la minore, Vasilia Aliena, è una brillante roboticista con cui però ha avuto cattivi rapporti fin dalla giovinezza di lei, dovuti in parte alla scelta di Fastolfe di educarla personalmente anziché affidarla ad una struttura specializzata come la quasi totalità degli altri bambini auroriani.